# Dagobert Schachner
Dagobert Schachner (geboren im 20. Jahrhundert) ist ein ehemaliger deutscher Hockeyspieler.

## Werdegang
Dagobert Schachner stammt aus Berlin. Da er sich von Jugend an für den Hockeysport interessierte, wurde er Mitglied des Berliner Hockey-Clubs, der in den 1960er Jahren zu den im Hockeysport in Deutschland führenden Vereinen gehörte. Dagobert Schachner gehörte schnell zu den Leistungsträgern des Berliner HC. Er wurde deshalb sowohl im Feldhockey als auch im Hallenhockey in der ersten Mannschaft eingesetzt. Mit diesen Mannschaften wurde er im Feldhockey insgesamt viermal Deutscher Meister, und zwar in den Jahren 1961, 1962, 1963 und 1965, während er und die Mannschaft im Hallenhockey dreimal den Meistertitel erkämpften und zwar in den Jahren 1962, 1963 und 1965.
Für den Gewinn der Deutschen Feldhockeymeister 1963 (für den HC war es der fünfte Meistertitel im Feldhockey) wurden Schachner und die Mannschaft in der 1963er Besetzung mit Schachner, Wolfgang End, Jürgen Jacobsen, Bordhard Pohl, Heinz Hapke, Carsten Keller, Klaus Greinert Klaus Hagen, Balduin Schindler, Rolf Knorr, Klaus Kemmer, Fritz Bartels, Bernd Wunderlich, und Rainer Jacobsen von Bundespräsident Heinrich Lübke am 24. Dezember 1963 mit dem Silbernen Lorbeerblatt ausgezeichnet.